# Corydalis teberdensis
Corydalis teberdensis är en vallmoväxtart som beskrevs av Andrej Pavlovich Khokhrjakov. Corydalis teberdensis ingår i släktet nunneörter, och familjen vallmoväxter. Inga underarter finns listade i Catalogue of Life.